# رتو هالشتاین
رتو هالشتاین (انگلیسی: Reto Hollenstein؛ زادهٔ ۲۲ اوت ۱۹۸۵) دوچرخه‌سوار اهل سوئیس است.
از باشگاه‌هایی که در آن بازی کرده‌است می‌توان به آی‌ای‌ام سایکلینگ، بورا–هانسگروهه، و تیم کاتیوشا–آلپتسین اشاره کرد.